# Аркола
А̀ркола (на италиански: Arcola, на местен диалект Arcoa, Аркоа) е град и община в северозападна Италия, провинция Специя, регион Лигурия. Разположено е на 86 m надморска височина. Населението на общината е 10 286 души (към 2011 г.).